# 1995 OV
1995 OV är en asteroid i huvudbältet som upptäcktes den 24 juli 1995 av de båda japanska astronomerna Takeshi Urata och Yoshisada Shimizu vid Nachi-Katsuura-observatoriet.
Asteroiden har en diameter på ungefär 4 kilometer.